# ملاحسینقلی همدانی
حسین‌قلی شوندی مشهور به آخوند ملا حسین‌قلی همدانی و آخوند همدانی در سال ۱۲۳۹ قمری در روستای شوند از توابع قروه درگزین متولد شد. نسب وی به صحابی مشهور پیامبر اسلام، جابربن عبدالله انصاری بازمی‌گردد.ملاحسینقلی همدانی وصی سید علی شوشتری بود، ملاحسینقلی همدانی هم حدود ۳۰۰ شاگرد عارف و مجتهد داشت که تنها وصی او، سید احمد کربلایی طهرانی بود. وی هم شاگردانی داشت که تنها وصی وی سید علی قاضی بود و سید علی قاضی هم دارای شاگردان زیادی بود از جمله هاتف قوچانی ، بهجت، مسقطی ، نجابت ، طباطبایی که وصی وی تنها یک شخص و آن هم عباس هاتف قوچانی بود او شاگردان معدودی داشت که از بین آنان محمد علی ناصری وصی وی بود. محمد علی ناصری دولت آبادی تنها یک شاگرد داشت که وصی او هم شد وی احمد ناصری فرزندش بود که هم اکنون در مسجد کمر زرین اصفهان نماز میخوانند.

## زندگی
پدرش او را به تهران فرستاد تا به تحصیل علم پرداخته و در زمرهٔ عالمان درآید. وی در تهران نزد عبدالحسین تهرانی تحصیل کرد. همچنین مدتی در سبزوار شاگرد حکیم ملاهادی سبزواری بود و بعد از آن راهی عتبات گردید. ملا حسینقلی در نجف به درس مرتضی انصاری حاضر شد و بعد از چندی با آقا سید علی شوشتری آشنا گردید و زیر نظر او به سلوک پرداخت.
به نقل از حسن حسن‌زاده آملی؛ چون شیخ انصاری از دنیا رحلت کرد آخوند همدانی در پی نوشتن مطالب اصولیه و فقهیه مرتضی انصاری شد، شوشتری او را منع کرد و گفت: این کار تو نیست، دیگران هستند این کار را بکنند، شما باید مستعدین را دریابید. وی سیصد نفر را به‌طوری تربیت کرد که هر یک از اولیاءالله شدند، از آن جمله: محمد بهاری، سید احمد کربلایی، میرزا جواد ملکی تبریزی، علی زاهد قمی، سید عبدالغفار مازندرانی.

## استادان
- ملا هادی سبزواری (در حکمت و فلسفه)
- مرتضی انصاری شوشتری (در فقه و اصول)
- سید علی شوشتری (در سیر و سلوک)

## تألیفات و تقریرات
- تقریرات دروس فقه و اصول شیخ انصاری
- صلاةالمسافر
- تقریرات درس فقه: در مبحث رهن که یکی از شاگردانش نوشته و در کتابخانه محدث نوری موجود است.
- تقریرات درس فقه در چهار جلد
- آمالی: در موضوع اخلاق که بعضی از شاگردانش آن را جمع‌آوری کرده‌اند.
- تقریرات درس آقا سیدعلی شوشتری که به حسینیه شوشتریهای نجف وقف شده‌است.
- مکاتبات و دستورالعمل‌ها: میرزا اسماعیل تبریزی آن‌ها را جمع کرده و در کتاب تذکرةالمتقین به چاپ رسانده‌است.[۲]

## درگذشت
ملاحسینقلی شوندی در سال ۱۳۱۱ ه‍.ق درگذشت. آرامگاه او در حرم حسین بن علی در کربلا قرار دارد.